# Conquest of Japan
Conquest of Japan est un jeu vidéo de type wargame développé et publié par Impressions Games en 1992 sur Amiga et IBM PC. Le jeu se déroule au japon au XVIe siècle et simule l’affrontement entre deux daimyos pour la conquête de Honshu, la principale île du pays. Chacun d’eux contrôle au départ cinq villes et a pour objectif de prendre celles de son adversaire, sans perdre les siennes. Le jeu peut opposer deux joueurs ou un joueur contre l’ordinateur. Les joueurs gèrent leurs armées, en recrutant des troupes et en les déplaçant sur la carte, mais aussi leur économie, en prélevant des taxes sur les villes qu’ils contrôlent. Lorsque deux armées se rencontrent, le jeu simule l’affrontement au niveau tactique. Les joueurs peuvent alors choisir la formation a adopté et donner des ordres à leurs unités.

## Trame
Conquest of Japan se déroule au XVIe siècle, dans le Japon médiéval, et retrace la lutte entre deux daimyos pour la conquête de Honshu, la principale île du pays.

## Système de jeu
Conquest of Japan est un wargame qui simule l’affrontement entre deux daimyos dans le Japon médiéval. Il peut se jouer seul contre l’ordinateur, ou opposer deux joueurs. Chacun d’eux contrôle au départ cinq cités et cherche à conquérir l’ensemble des dix cités de l’île de Honshu. Dans ces cités, les joueurs peuvent recruter des troupes pour former des armées mais aussi prélever des taxes, qui peuvent ensuite être utilisées pour recruter de nouvelles unités. Cinq types de troupes, avec leurs points forts et leurs points faibles, peuvent être intégrés à une armée : les archers, les lanciers et les arquebusiers et les samouraïs, qui peuvent être à pied ou à cheval. Lorsque deux armées se rencontrent, le jeu simule l’affrontement au niveau tactique en utilisant le système de combat de la série Miniatures, initiée par Rorke's Drift en 1990. L’écran bascule alors d’une vue stratégique de l’ensemble de l’île de Honshu à une vue tactique du champ de bataille. Sur celle-ci, les troupes sont représentées par des figurines animées. Une série d’icônes permet au joueur de donner des ordres à ses unités, individuellement ou par groupes, et permettent notamment de définir leur formation, parmi une série de formations traditionnelles du Japon médiéval. Ces icones permettent également d’afficher des informations concernant les capacités offensives et défensives, la santé et le moral des soldats. À l’écran n’est affichée qu’une portion du champ de bataille et le joueur peut le faire défiler grâce à huit touches du clavier. La bataille se déroule en temps réel mais le joueur peut mettre la partie en pause à tout moment. Les combats prennent en compte la puissance offensive et défensive des unités, mais aussi leur moral et la communication entre le daimyō et ses troupes.

## Accueil
À sa sortie, Conquest of Japan est plutôt bien accueilli par le journaliste du magazine Compute!. Celui-ci juge ainsi que si l’« incroyable profondeur de son système de combat tactique » fait qu’il est « difficile à prendre en main », le joueur suffisamment patient pour le maitriser se voit récompenser par les « sensations authentiques » que procure le commandement d’une armée de samouraï du XVIe siècle. Le jeu est également salué par le magazine Electronic Games qui le désigne comme « une des meilleures simulations militaires » de l’année en expliquant que si de nombreux jeux ont tenté de retranscrire les sensations d’un jeu de figurines sur ordinateur, aucun ne le fait aussi bien que Conquest of Japan. Il juge en effet qu’en plus d’être entièrement à l’état de l’art, celui-ci parvient à surpasser ses modèles en proposant un système de combat en temps réel. Il salue également le fait qu’il parvienne à retranscrire la difficulté de commandé de grandes armées, grâce à des unités  qui ne se contentent pas de suivre aveuglement les ordres du joueurs et qui sont affectés par de nombreuses considérations tactiques, dont notamment le moral. Il conclut ainsi qu’il constitue « un titre audacieux dans le domaine de simulations militaires », tout en offrant une vision révélatrice de l’histoire de la guerre. Evan Brooks du magazine Computer Gaming World regrette en revanche qu’il soit entaché par son interface graphique, qu’il juge difficile à prendre en main, et par sa mise en place aléatoire qui l’empeche d’après lui de respecter la réalité historique.